# Carolina von Rosen
Carolina Maria Vilhelmina von Rosén, tidigare Willman, född 27 juli 1803 i Stockholm, död 21 december 1863 i Uppsala, var en svensk friherrinna och tecknare.

## Biografi
Carolina von Rosen var dotter till kamreren vid kommerskollegium Lorentz Henrik Willman och Christina Catharina Sundblad och från 1828 gift med tullförvaltaren Mattias Gabriel von Rosen. Hon ansågs av sin tid som en skicklig konstnär i att avbilda föremål i svartkrita. Hon medverkade under 1830-talet i Stockholms konstförenings utställningar.

### Familj
Carolina von Rosen gifte sig 17 maj 1828 med kammarrättsrådet Mattias von Rosén, son till presidenten Erik Gabriel von Rosén i Svea hovrätt och Catharina Charlotta Rydberg. De fick tillsammans barnen kaptenen Mattias von Rosén (1829–1892) vid Dalregementet, legationssekreterar Lorentz Gabriel von Rosén (1830–1865) i Berlin, Elin Catharina Charlotta Matilda von Rosén (1831–1832), disponenten Knut von Rosén (1833–1886) vid Svanå bruks aktiebolag, Maria Gabriella von Rosén (1835–1835), Henning Felix von Rosén (1838–1839) och guvernementssekreterare Hugo von Rosén (1840–1883).